# Plaça de Francesc Macià
Plaça de Francesc Macià è una piazza di Barcellona, tra le più trafficate della città, che si trova in uno dei punti di accesso chiave al capoluogo catalano davanti a una serie di grandi edifici per uffici sull'Avinguda Diagonal. Nella piazza scorrono anche altre strade come Carrer Josep Tarradellas, Carrer Comte d'Urgell o Avinguda de Pau Casals. La parte centrale, non accessibile, contiene un piccolo stagno a forma di Minorca, l'isola dove è nato l'architetto che ha progettato la piazza, Nicolau Maria Rubió i Tudurí. Sulla piazza si trova anche una scultura femminile chiamata Joventut, disegnata da Josep Manuel Benedicto nel 1953.

## Storia
La piazza è stata progettata dall'architetto minorchino Nicolau Maria Rubió i Tudurí all'inizio degli anni '30 del Novecento. Nel tempo è stata ribattezzata con diversi nomi, fino ad assumere quello attuale a partire dal 20 dicembre 1979, nominata così in onore dell'ex presidente della Generalitat de Catalunya Francesc Macià i Llussà.
Nel 1932 la piazza venne dedicata ad Alcalá Zamora, presidente della Seconda Repubblica, poi nel 1936 fu ribattezzata in Germans Badia, in ricordo di Josep e Miquel Badia, assassinati dalla FAI il 28 aprile dello stesso anno. Nel 1939 venne poi ribattezzata in onore del politico Calvo Sotelo, fondatore della coalizione monarchica Bloque Nacional assassinato a Madrid nel 1936.

## Galleria d'immagini

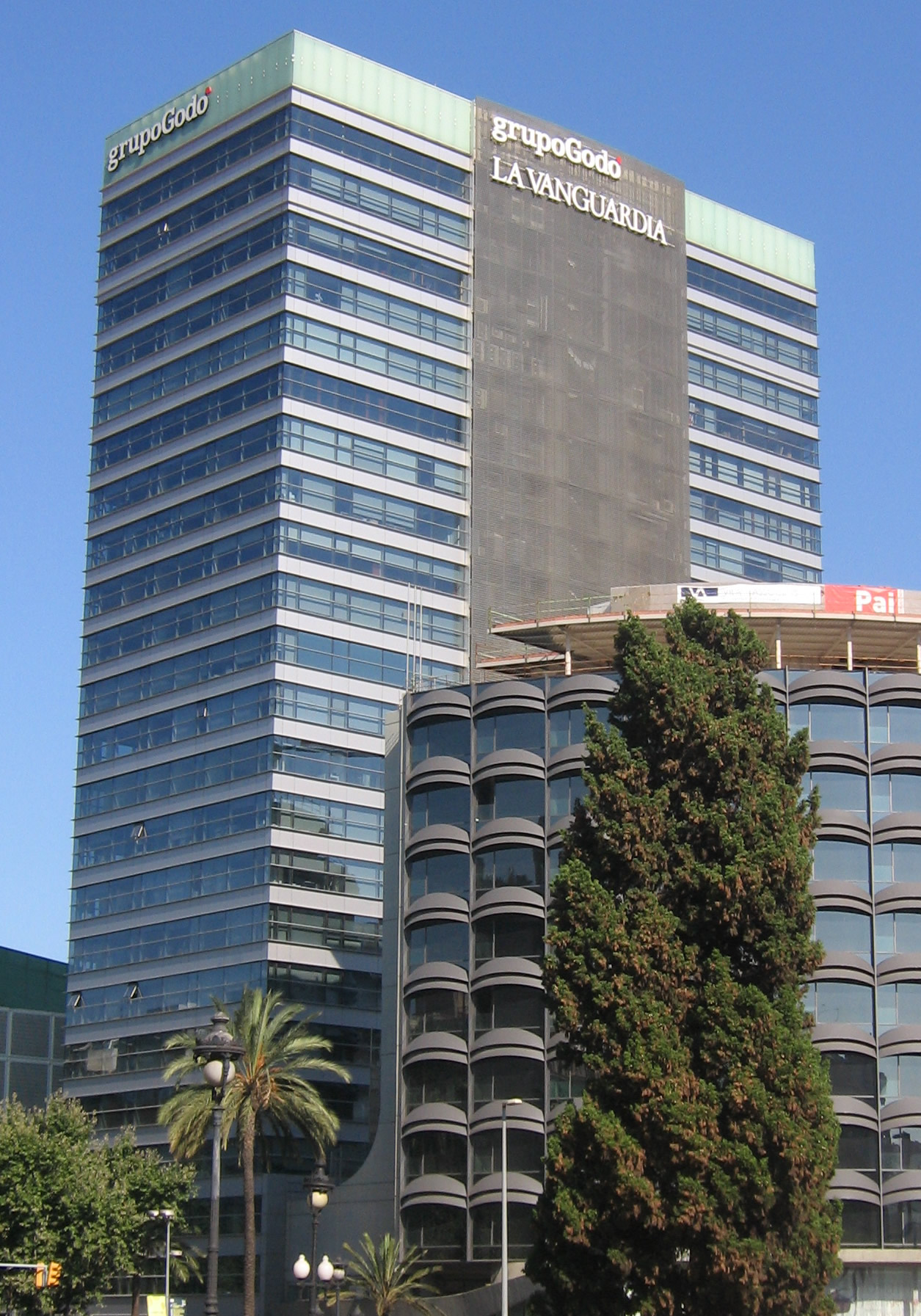
Sede di La Vanguardia.
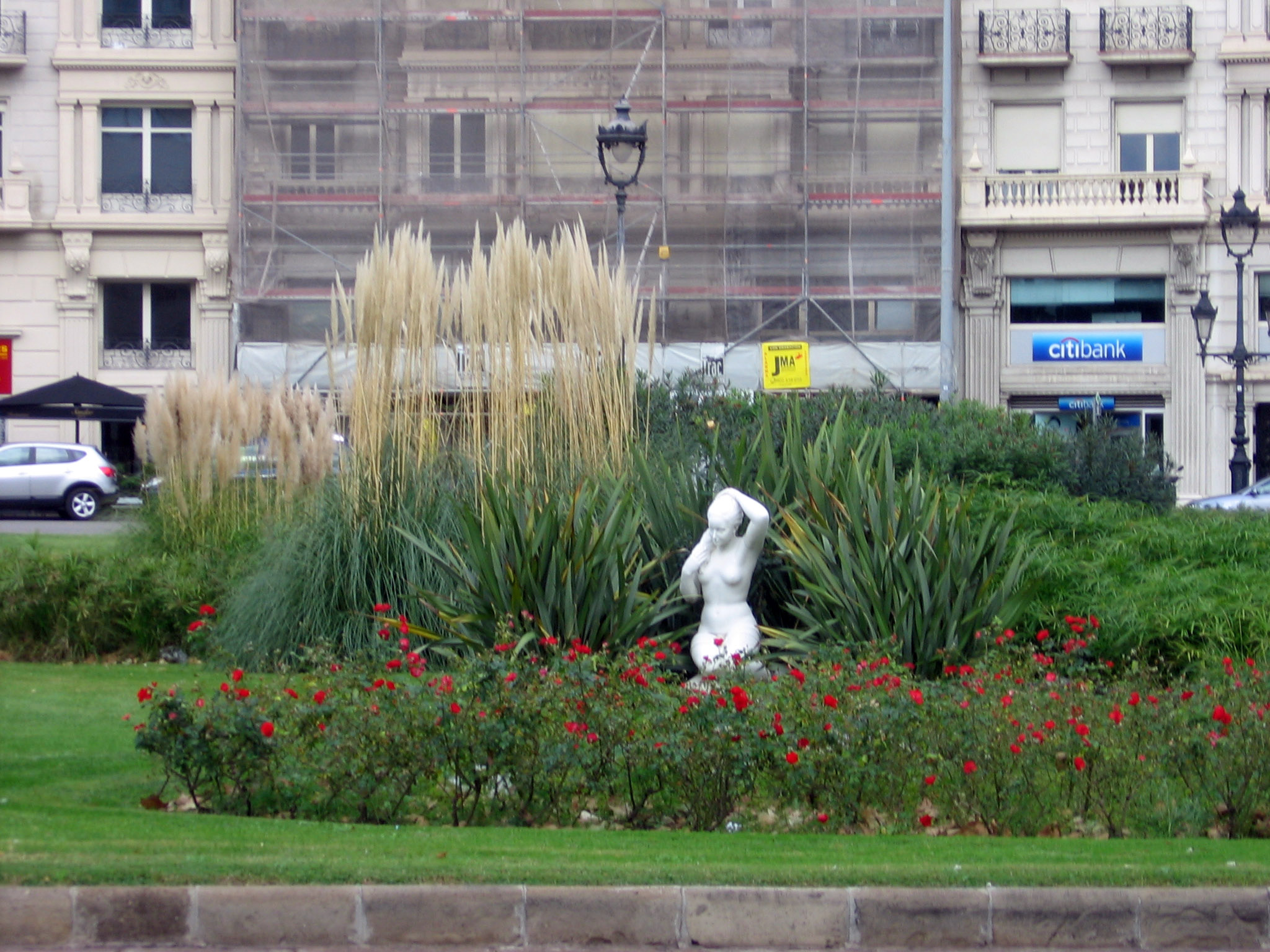
Juventud, di Josep Manuel Benedicto.
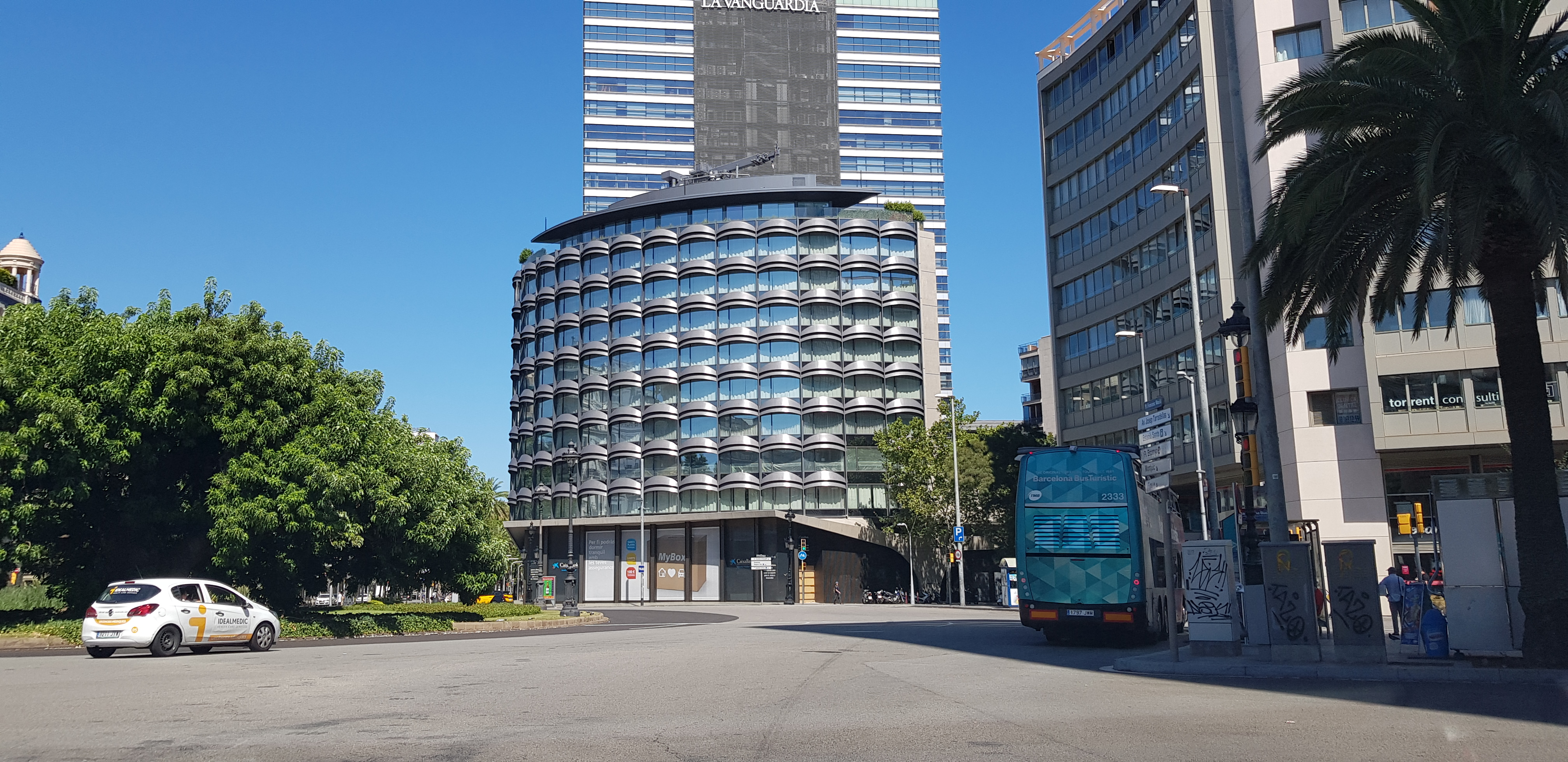
Edificio Winterthur.